# Hecheln (Mühlingen)
Hecheln ist ein Weiler der Gemeinde Mühlingen im baden-württembergischen Landkreis Konstanz in Deutschland.

## Geographie

### Geographische Lage
Hecheln liegt im Nordosten des Hegaus, am Übergang zum Linzgau, etwa zwei Kilometer nordwestlich der Mühlinger Ortsmitte, auf einer Höhe von bis zu 682,1 m ü. NHN. Früher, im ausgehenden Mittelalter, wurde diese Landschaft nördlich von Stockach als das „Madach“ bezeichnet.
Im Norden grenzt Hecheln an den Mühlinger Ortsteil Gallmannsweil, im Osten an Mühlingen und im Süden an die Stadt Stockach.

### Gliederung
Zur ehemaligen, aus dem Äußeren und Inneren Hecheln bestehenden, Gemeinde gehören die Höfe „Bushof“, „Glashüttenhof“, „Rehaldenhof“ und „Stengelehof“.
1874 betrug die Fläche Hechelns 1431 Morgen und 299 Ruten (= 5,154 Quadratkilometer).

### Geologie
Im Wesentlichen liegt Hecheln im Bereich der Überlinger Gletscherzunge des Rheingletschers; regionalgeologisch bedeutet das: am Nordrand der Äußeren Jungmoräne bzw. des voralpinen Molassebeckens.

## Geschichte
Der aus einer Burgsiedlung hervorgegangene Ort wurde 1364 erstmals urkundlich erwähnt. Walter von Schwandorf schenkte seinen Besitz dem Abt Eberhard von Brandis des Klosters Reichenau, der ihn damit wieder belehnte. Das Lehen bestand bis in das 19. Jahrhundert.
1938 wurde Hecheln zu Mühlingen zwangseingemeindet. Am 1. Januar 1974 wurde die Gemeinde Mühlingen durch Vereinigung der Gemeinden Mühlingen, Mainwangen und Gallmannsweil neu gebildet. Die heutige Gemeinde entstand am 1. Januar 1975 durch Vereinigung dieser Gemeinde mit Schwackenreute und Zoznegg.

### Bushof
1531 wurde der Bushof als Hof zum Buchs bezeichnet. Als Lehen der Herren von Hewen war er ab 1537 im Besitz der Hechelner Ortsherrschaft und somit Teil der Kameralherrschaft Nellenburg. Im 17. Jahrhundert bestand der Hof aus einem Schupf- sowie Erblehen und war im Besitz der Familie Traber.

### Glashüttenhof
Balthasar Schmid von Herrenberg bei Isny bekam vom österreichischen Oberamt in Stockach 1695 einen Platz zum Bau und Betrieb einer Glashütte, eine Produktionsstätte für Glas und Glasprodukte, mit der er aber wenig Erfolg hatte. Im 18. Jahrhundert erscheint der Ort als bäuerliches Anwesen. Ein Freiburger Medizinprofessor, sein Sohn (1846/47) sowie reiche Privatiers versuchten sich als Rittergutsbesitzer und in der Landwirtschaft, allerdings mit wechselndem Erfolg.
Der aus dem dreigeschossigen Haupthaus mit flach geneigtem Walmdach, einer kleinen Stallscheune mit massivem Erdgeschoss und Fachwerk, einem gusseisernen Brunnen in Form einer Viehtränke sowie einem Weiher bestehende Hof steht als Sachgesamtheit unter Denkmalschutz (§2 DSchG BW), siehe auch Liste der Bau- und Kunstdenkmale in Mühlingen.

### Rehaldenhof
Der 1521 als „Rürhalden“ erstmals genannte Rehaldenhof kam 1576 zusammen mit Hecheln zu Vorderösterreich. 1615 als „Rierhalden“ bezeichnet, war er als Erblehen im Besitz eines Hannß Petter. Für das 18. Jahrhundert wird die Größe des Hofes mit 60 Jauchert (~ 20,5 Hektar) Ackerland und 24 Mannsmahd (~ 8,2 Hektar) Wiesen angegeben.
 Das mit 1905 datierte Flurkreuz beim Rehaldenhof steht unter Denkmalschutz (§2 DSchG BW), siehe auch Liste der Bau- und Kunstdenkmale in Mühlingen.

### Stengelehof
Der Stengelehof war als Lehen Eigentum der Landgrafschaft Nellenburg, hatte 1737 rund elf Hektar landwirtschaftlich genutzte Fläche und kam 1938 zusammen mit Hecheln zu Mühlingen.

## Einwohnerentwicklung
- im frühen 18. Jahrhundert: ≈ 50
- 1847: 161 katholische Einwohner in 25 Familien
- 1865: 168, mit den Außenhöfen
- 1875: 93 im Ort, 76 in den Außenhöfen

## Wirtschaft und Infrastruktur

### Post
Vor 1900
Privatpersonen mussten vor 1821 ihre Post auf der Stockacher Postanstalt selbst abgeben. Dann entstand durch die Einrichtung einer Amtsbotenanstalt die Möglichkeit, dass Privatpersonen ihre Post einem Amtsboten übergeben konnten. Dieser brachte die Post anfangs zweimal, später dreimal wöchentlich zur Stockacher Postexpedition.
In den 1850er Jahren wurde die Amtbotenanstalt aufgrund stetig zunehmendem Schriftverkehr aufgehoben, ihre Dienste der Post übertragen und zum 1. Mai 1859 die Landpostanstalt ins Leben gerufen. Im Amtsbezirk Stockach wurden fünf Botenbezirke eingerichtet, von denen der Botenbezirk No. II von der Expedition in Eigeltingen besorgt wurde. Jeden Dienstag, Donnerstag und Samstag machte sich der Bote von Liptingen auf die Runde über Schwandorf nach Hecheln sowie über Heudorf und Rorgenwies zurück nach Liptingen. Poststücke, die in die Hechelner Brieflade eingeworfen worden waren, wurden vor der Weiterleitung vom Postboten mit dem Uhrradstempel „14.“ versehen.

### Verkehr

#### Öffentlicher Personennahverkehr
Vom Verkehrsverbund Hegau-Bodensee (VHB) wird Hecheln mehrmals täglich angefahren. Es besteht eine Verbindung über Gallmannsweil, Mainwangen, Mühlingen, Zoznegg und Hohenfels nach Stockach.

## Kultur und Sehenswürdigkeiten

### Bauwerke
Kapelle St. Wendelin
Flurkreuze
Mehrere Flurkreuze an exponierten Stellen, auf Anhöhen und an Weggabelungen in und um Hecheln werden heute von der Denkmalpflege zu den Kleindenkmalen gezählt und stehen zum Teil unter Denkmalschutz.